# Carbidopa/levodopa/entacapona
La carbidopa/levodopa/entacapona, es un medicamento combinado dopaminérgico de dosis fija que contiene carbidopa, levodopa y entacapona para el tratamiento de la enfermedad de Parkinson. Es comercializado por Novartis Pharmaceuticals, con sede en Suiza, y fabricado por la farmacéutica finlandesa Orion Corporation. Suele presentarse en dosis de 12.5/50/200 mg y 25/100/200 mg.

## Usos médicos
La enfermedad de Parkinson (EP) es una enfermedad neurodegenerativa frequente causada por degeneración de neuronas productoras de dopamina en la sustancia negra (SN) en el cerebro. El reemplazo de la faltante dopamina con levodopa, un precursor de la dopamina, resultó en un beneficio notable. Sin embargo, la administración intermitente de levodopa es una de las principales causas de complicaciones motoras, como la "desaparición" del beneficio de la levodopa y los movimientos involuntarios, conocidos como discinesia. Por lo tanto, se emplearon agentes que prolongan la vida media de la levodopa, como la carbidopa, un inhibidor de la L-Aminoácido aromático descarboxilasa (AADC), y la entacapona, un inhibidor de la catecol O-metiltransferasa. El producto combinado carbidopa/levodopa/entacapona (CLE) aprobado por la Administración de Medicamentos y Alimentos estadounidense (FDA) en junio de 2003 para tratar a adultos con enfermedad de Parkinson de causa desconocida, específicamente en dos situaciones. En primer lugar, para sustituir con una concentración equivalente de cada uno de los tres componentes la carbidopa/levodopa y la entacapona de liberación inmediata administradas anteriormente como productos individuales. En segundo lugar, para reemplazar la terapia con carbidopa/levodopa de liberación inmediata (sin entacapona) cuando las personas presentan signos y síntomas de "desvanecimiento" al final de la dosis, pero solo para las personas que toman una dosis diaria total de levodopa de 600 mg o menos y que no reportan discinesias.

## Efectos secundarios
Se ha asociado al efecto de desaparición al final del intervalo de dosificación, donde el paciente reporta sentir los síntomas de Parkinson. La orina, la saliva o el sudor pueden cambiar de color (color oscuro, como rojo, marrón o negro) después de tomar carbidopa/levodopa/entacapona.

### Cáncer de próstata
En marzo de 2010, la Administración de Drogas y Alimentos de los Estados Unidos (FDA) declaró que estaba evaluando los datos clínicos a largo plazo del estudio STRIDE-PD que reportaron un mayor número de pacientes que tomaban la combinación tenían cáncer de próstata en comparación con los que tomaban carbidopa/levodopa sin entacapona. Otros ensayos clínicos controlados que evaluaron carbidopa/levodopa/entacapona o entacapona no encontraron un mayor riesgo de cáncer de próstata. La FDA todavía está revisando la información disponible y no ha concluido que la carbidopa/levodopa/entacapona aumente el riesgo de desarrollar cáncer de próstata. Se aconsejó a los profesionales de la salud que fueran conscientes de este posible riesgo y que siguieran las pautas actuales para la detección del cáncer de próstata. Se indicó a los pacientes que no dejaran de tomar su combinación a menos que así lo indicara su profesional de la salud.

### Riesgos cardiovasculares
En agosto de 2010, la Administración de Drogas y Alimentos de los Estados Unidos declaró que el metanálisis de varios estudios parecía mostrar un aumento en el riesgo de ataque cardíaco, accidente cerebrovascular y muerte cardiovascular en personas que tomaban la combinación del medicamento, pero también afirmó que los hallazgos no fueron del todo claros. Los problemas cardíacos no son poco comunes en los pacientes con Parkinson y la FDA investigará las inquietudes reportadas al respecto.

## Interacciones con la drogas
La carbidopa/levodopa/entacapona está contraindicada en pacientes que toman una clase de fármacos antidepresivos conocidos como inhibidores no selectivos de la monoaminooxidasa (MAO), como la fenelzina y la tranilcipromina . La combinación de carbidopa/levodopa/entacapona con estos medicamentos podría causar efectos secundarios graves, posiblemente mortales. Los inhibidores de la MAO deben suspenderse al menos dos semanas antes de comenzar la terapia con carbidopa/levodopa/entacapona.
La carbidopa/levodopa/entacapona se pueden combinar con los medicamentos rasagilina o selegilina . Estos medicamentos son un tipo diferente de inhibidor de la MAO conocido como inhibidores selectivos de la MAO que a menudo se prescriben para la enfermedad de Parkinson. Muchas interacciones farmacológicas relacionadas con la selegilina son teóricas y se basan principalmente en interacciones con inhibidores de la MAO no selectivos; a dosis orales, el riesgo de estas interacciones puede ser muy bajo. Sin embargo, la selegilina transdérmica, conocida por su nombre comercial Emsam, sigue estando contraindicada. La selegilina transdérmica da como resultado niveles plasmáticos más altos en los que se comporta como un inhibidor de la MAO no selectivo. El uso concomitante de entacapona, un componente de carbidopa/levodopa/entacapona, con inhibidores de la MAO puede aumentar la toxicidad de los inhibidores de la MAO. La levodopa, también un componente de carbidopa/levodopa/entacapona, en combinación con inhibidores de la MAO puede provocar reacciones hipertensivas .

## Mecanismo de acción
La levodopa es el precursor inmediato de la dopamina. La entacapona es un inhibidor selectivo y reversible de la catecol O-metiltransferasa (COMT) que previene la degradación de la levodopa. La entacapona no atraviesa la barrera hematoencefálica. La carbidopa es un inhibidor periférico de la L-Aminoácido aromático descarboxilasa (AADC). La carbidopa, que tampoco atraviesa la barrera hematoencefálica, se combina con levodopa para evitar su conversión en dopamina en la periferia.